# Harwell Hamilton Harris
Harwell Hamilton Harris (Redlands, 2 luglio 1903 – Raleigh, 18 novembre 1990) è stato un architetto statunitense.

## Biografia
Influenzato da Frank Lloyd Wright e dalla scuola californiana, pur senza aderire completamente agli elementi ottocenteschi da loro proposti e proponendo invece uno stile più razionale, e direttore dei Texas Rangers negli anni cinquanta.
Di lui si ricorda in particolare la Havens House (1941) di Berkeley, caratterizzata dalla visione della casa come rifugio, costruita a dimensione d'uomo con materiali, colori e forme semplici, ed armoniosa sia nella struttura generale sia nei minimi dettagli.